# Kerncentrale Unterweser
Kerncentrale Unterweser was een Duitse kerncentrale nabij Rodenkirchen en Kleinsiel, gemeente Stadland in Landkreis Wesermarsch in de deelstaat Nedersaksen. De drukwaterreactor centrale is door Siemens ontworpen en gebouwd. Bij ingebruikname in 1979 was de centrale de grootste centrale op de wereld.  De centrale is naar aanleiding van de kernramp van Fukushima  op 18 maart 2011 tijdelijk buiten gebruik genoimen, maar in mei 2011 werd besloten deze definitief niet meer op te starten. Op het terrein is een tussentijdse opslag voor uitgewerkte brandstofstaven gebouwd. In 2018 heeft de overheid de speciale sloopvergunning voor de reactorgebouwen en -installaties verleend.  Op 21 februari 2019 is het laatste van de splijtstofelementen uit de reactor verwijderd.
| Reactorblok      | Reactortype | Vermogen | Begin bouw | Inbedrijfname | Stillegging |
| ---------------- | ----------- | -------- | ---------- | ------------- | ----------- |
| Unterweser (KKU) | PWR         | 1345 MW  | 1972       | 1978          | 2011        |

## Externe link

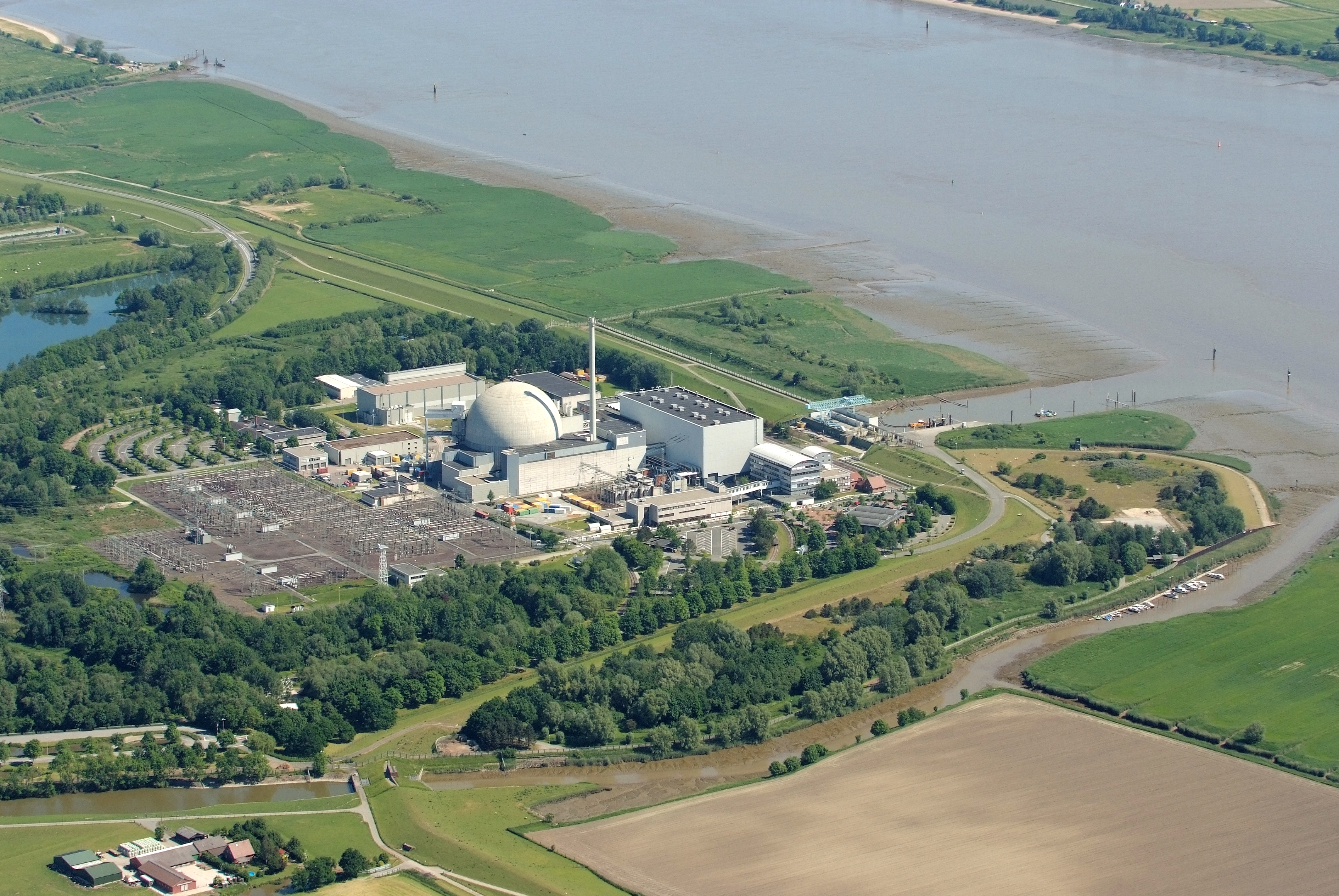
luchtfoto uit 2012 van kerncentrale Unterweser